# Habenaria arachnoides
Habenaria arachnoides är en orkidéart som beskrevs av Louis Marie Aubert Du Petit-Thouars. Habenaria arachnoides ingår i släktet Habenaria och familjen orkidéer. Inga underarter finns listade i Catalogue of Life.